# Нижнетимкино
Нижнетимкино (баш. Тубәнге Тимкә) — деревня в Кармаскалинском районе Республики Башкортостан Российской Федерации. Входит в состав Кабаковского сельсовета.

## История
В «Списке населенных мест по сведениям 1870 года», изданном в 1877 году, населённый пункт упомянут как деревня Нижняя Тимкина 3-го стана Уфимского уезда Уфимской губернии. Располагалась при речке Уштейле, по левую сторону Оренбургского почтового тракта из Уфы, в 30 верстах от уездного и губернского города Уфы и в 22 верстах от становой квартиры в селе Юрмаш (Юрмашский Починок). В деревне, в 58 дворах жили 357 человек (171 мужчина и 186 женщин, татары, были мечеть, училище).

## География

### Географическое положение
Расстояние до:
- районного центра (Кармаскалы): 22 км,
- центра сельсовета (Кабаково): 15 км.

## Население
| 2002 | 2009 | 2010 |
| ---- | ---- | ---- |
| 189  | ↘183 | ↗195 |

Национальный состав
Согласно переписи 2002 года, преобладающие национальности —  башкиры (67 %), татары (29 %).